# Julie Taton
Pour les articles homonymes, voir Taton.
Julie Taton, née le 6 février 1984 à Namur en Belgique, est un mannequin belge francophone, une animatrice radio et une présentatrice de télévision travaillant à la fois en France et en Belgique.  
Après avoir remporté Miss Belgique 2003, elle rejoint RTL-TVI comme speakerine puis animatrice. Elle exerce par après sur  Radio Contact, NRJ Belgique et à la télévision sur M6, Fun TV, France 2, France 3, TMC, TF1, NT1 et W9. 
En 2024, elle se lance en politique, au sein du Mouvement réformateur (MR), et est élue députée à la Chambre de représentants à la suite des élections législatives fédérales de la même année.

## Biographie

### Miss Belgique
Tout en faisant des études de relations publiques, elle se présente au concours de Miss Belgique 2003, qu'elle remporte le 29 décembre 2002 à 18 ans. Son emploi du temps de Miss Belgique ne lui permet pas de terminer ses études. En tant que Miss Belgique, elle est candidate au concours Miss Univers le 3 juin 2003 à Panama City, à l'élection de Miss Europe se déroulant à Nogent-sur-Marne le 12 septembre 2003, diffusée en direct sur TF1 et présentée par Jean-Pierre Foucault et Estelle Lefébure. Le 6 décembre, elle participe au concours Miss Monde qui se tient à Sanya en Chine.

### Carrière d'animatrice
Après son année de Miss Belgique, Julie Taton est engagée en 2004 par la chaîne RTL-TVI. Elle devient speakerine puis animatrice à la télévision belge. Elle exerce également à la télévision française sur plusieurs chaînes (Groupe M6, France Télévisions, Groupe TF1).
Elle arrive sur Radio Contact en 2007.

### Carrière politique

#### Élections législatives belges de 2024
Elle entre en politique au sein du MR le 12 janvier 2024 en vue des élections législatives fédérales belges de 2024. Une des particularités de sa campagne est qu'elle se présente dans la province du Hainaut, où elle n'est pas domiciliée. Ce fait n'est pas illégal mais inhabituel. Elle habite en effet alors dans la province du Brabant wallon. Elle est deuxième place sur la liste et élue députée à la Chambre des représentants le 9 juin.

#### Élections communales belges de 2024 pour la Ville de Mons
En août 2024, Julie Taton est présentée comme candidate aux élections communales belges de 2024 pour la ville de Mons sur la liste « Mons en Mieux », emmenée par le président du MR George-Louis Bouchez. Pour se présenter à Mons, elle doit quitter son domicile dans le Brabant wallon et s'installer à Mons et le changement d'adresse doit être validé par l'administration communale sur base d'une enquête de police. Fin août, la presse belge relaie que celle-ci aurait débouché sur un rapport de non-inscription. L'affaire agite alors le monde politique et Georges-Louis Bouchez affirme vouloir déposer plainte au pénal pour « divulgation d’une information privée » et un recours auprès du SPF Intérieur pour « violation du règlement de la ville ». Julie Taton occuperait un appartement à Mons loué à George-Louis Bouchez, « le temps de trouver mieux »,. Le parti socialiste, parti adverse dans la ville, accuse George-Louis Bouchez et Julie Taton de fraude électorale. Le SPF Intérieur n'a pas souhaité communiquer sur ce dossier. Le 13 septembre 2024, le collège communal de Mons refuse le recours de Julie Taton concernant sa non-inscription sur le registre des électeurs montois. Le tribunal civil de Bruxelles refuse le 16 septembre 2024 que Julie Taton s'inscrive provisoirement au registre de la population de Mons afin de se présenter aux élections communales. Le tribunal considère l'action irrecevable pour défaut d'intérêt, estimant qu'il existe d'autres voies de recours existantes, notamment la cour d'appel de Mons. Le 18 septembre 2024, cour d’appel de Mons rejette le recours de Julie Taton contre la Ville de Mons estimant la « demande recevable mais non fondée ». Julie Taton ne se présente alors pas aux élections communales pour Mons.

#### Conseillère au CPAS de Mons
Julie Taton est nommée, fin novembre 2024, conseillère au CPAS de Mons par la liste « Mons en Mieux ». Il n'est en effet pas nécessaire d'avoir été sur les listes pour devenir mandataire du CPAS. Julie Taton est sélectionnée parmi 40 candidats qui avaient postulé pour l'un des quatre sièges obtenus par « Mons en Mieux » lors des élections communales de 2024.

### Émissions télévisées
- 2004 : speakerine de RTL-TVI
- 2004-2019 : Présentation de la soirée de clôture du Télévie aux côtés des animateurs de RTL-TVI
- 2005-2006 : Morning Café, coprésenté avec Zuméo (M6 et Fun TV)
- 2006 : Plaire à l'extrême (RTL-TVI)
- 2006 : Miss Belgique 2007 avec Francesca Vanthielen (VTM)
- 2006 : Bêtisier du cinéma (RTL-TVI)
- 2007 : Tout pour plaire (RTL-TVI)
- 2007 : Le Grand Jeu de l'été, en alternance avec Nancy Sinatra (RTL-TVI)
- 2007-2008 : Bon anniversaire (RTL-TVI)
- 2007 : C'est votre chance (émission spéciale du Loto) (France 2)
- 2008-2011 : Loto sur France 2 (le lundi, le mercredi et le samedi) [12]
- 2009 : Le grand quiz des Belges sur RTL-TVI
- 2009-2011 : L'amour est dans le pré (saisons 1, 2 et 3) sur RTL-TVI
- 2010 : 50 ans de caméras cachées sur France 3
- 2010 : Quand la télé nous fait rire sur France 3
- 2010 - 2012 : Undercover Boss : les patrons au boulot ! (TMC) (saisons 1 et 2)
- 2011 : Ça nous ressemble sur TMC
- 2012 - 2013 : Belgium's Got Talent coprésenté avec Jean-Michel Zecca (RTL-TVi) (saisons 1 et 2)[13]
- 2013 : Coup de foudre au prochain village (TF1)[14]
- 2013 : Splash : le grand plongeon coprésenté avec Estelle Denis et Gérard Vives (TF1)[15]
- 2013 : Le Grand Bêtisier d'Halloween (TMC)[16] et  Le Grand Bêtisier de Noël (TMC)[17]
- 2014 : Le Grand Bêtisier (RTL-TVi)[18]
- 2015 : Secret Story - After Secret présenté par Christophe Beaugrand sur TF1, avec Adrien Lemaître et Leila Ben Khalifa
- 2015 et 2016 : Secret Story 9 et Secret Story 10 : Le Débrief coprésenté avec Christophe Beaugrand sur (NT1)
- 2017 : Cannes : 70 ans de glamour (RTL-TVI)
- 2017-2019 : La Décision (RTL-TVI)
- 2017 : Les Belges, l'amour et le sexe (RTL-TVI)
- 2019 : Au cœur de l'hôpital des enfants (RTL-TVI)
- 2019 : L'Île de la tentation sur W9
- 2021-2024 : Le Wake Up Show sur AB3

### Radio
- 2007-2009 : Good Morning sur Radio Contact
- 2009-2010 : Yes, Week-end ! sur Radio Contact
- 2020-2024 : Le Wake Up Show sur NRJ Belgique
- 2021 : NRJ Music Tour sur NRJ Belgique

### Participante
- Plusieurs participations à l'adaptation belge de Fort Boyard (RTL-TVI notamment au profit du Télévie)
- Participation à Fort Boyard sur France 2 en 2009 et 2016
- 26 décembre 2011 : Participation à la version belge de Total Blackout au profit du Télévie sur RTL-TVI
- Participation à L'amour est dans le pré (Sixième saison) sur RTL-TVI

### Prestations théâtrales
- Au profit du Télévie (toutes mises en scène par Jean-Paul Andret et jouées par les animateurs de RTL-TVi)
  - Le Surbook (2007) de Danielle Ryan et Jean-François Champion
  - Tout Bascule (2008) d'Olivier Lejeune
  - Les coucous (2010) de Guy Grosso et Michel Modo
  - Les belles-sœurs (2012) d'Éric Assous
  - Tout baigne ! (2015) de Pascal Elbé[19]
  - Hier est un autre jour ! (2017) de Sylvain Meyniac et Jean-François Cros[20]
- Sans but caritatif
  - Arrête de pleurer Pénélope de Christine Anglio, Juliette Arnaud et Corinne Puget avec Amandine Rajau et Bérénice (fin 2009 et fin 2010)
  - Peter Pan, The nerver ending story (2012) de J. M. Barrie : narratrice de la version française[21].

### Prestations radiophoniques
- Good Morning sur Radio Contact
  - Depuis le 1er janvier 2007 en compagnie d'Olivier Duroy pour la saison 2006-2007
  - En compagnie de Pascal Degrez et de Julien Pinon pour la saison 2007-2008 et la saison 2008-2009
- Yes, Week-end ! sur Radio Contact en compagnie de David Antoine
  - Saison 2009-2010 : Chaque vendredi de 16h à 18h (À partir du 4 septembre 2009)[22]
- Wake-up show sur NRJ depuis août 2020

### Spot publicitaires
- À la radio
  - Campagne pour la prévention du sida[23] en 2007
- À la télévision
  - Martini (juillet 2008, décembre 2009, juillet 2010, décembre 2010 et décembre 2011)
  - Banque de la poste (2007)
  - Good morning (Radio Contact) (saison 2007-2008 et la saison 2008-2009)
  - Allo RTL (la campagne débute en juin 2009)
  - Banque ING Belgique (fin 2011)
- Couverture des Pages d'Or de la zone de Charleroi-Namur (édition 2008-2009)

### Humanitaire
Elle devient ambassadrice de la Croix-Rouge de Belgique le 25 novembre 2014.

### Publication
- Julie Taton, Start to run : La forme et le fun en 10 semaines, Bruxelles, Belgique, Éditions Racine, 2010, 160 p. (ISBN 978-2-87386-625-9)

### Vie privée
Elle a été en couple avec Jean-Michel Zecca entre 2002 et 2010, puis en 2013 avec le chanteur suisse Bastian Baker (en même temps que ce dernier fut en couple avec Marine Lorphelin, Miss France 2013).
Julie Taton s'est mariée à Harold Van der Straeten le 2 mai 2015,,. Elle annonce lors d'une interview pour le magazine Paris Match en mars 2016 qu'elle est enceinte d'un garçon ; il naît le 9 avril 2016, et se prénomme Côme. Le 24 août 2020, elle annonce sur son compte Instagram attendre son deuxième enfant. Le 24 décembre 2020, elle donne naissance à un garçon prénommé Tahoe.